# 對等加密
对等加密（Reciprocal cipher）是对称密钥加密（Symmetric-key algorithm）的一个特例。该类密码的加密算法是它自己本身的逆反函数，所以其解密算法等同于加密算法。如果要還原对等加密的密文，套用加密同樣的演算法即可得到明文。換句話說，使用相同的密钥，两次连续的对等加密运算后会回復原始文字。在數學上，這有時稱之為對合。
舉例來說，ROT13 演算法是將26個英文字母依續排列即1=A、2=B、3=C、...、26=Z、27=A...，加密後將數字加13，即A(1)→N(14)、B(2)→O(15)、...、M(13)→Z(26)，欲得到原始訊息再將數字加13即可。ILOVEYOU加密過後即變成VYBIRLBH。
常见的对等加密算法有 ROT13、阿特巴希密碼、博福特密码、恩尼格玛密码机、异或密码、RC4、瓦茨亞亞那加密。